# Híerax de Leontòpolis
Híerax  (en grec antic: Ἱέραξ) va ser un mestre cristià grec del segle iii o començament del segle iv, acusat d'heretgia per Epifani I de Constantinoble i Agustí. Foci i Pere de Sicília el consideren maniqueu.
Epifani, en un escrit aproximadament de l'any 375, ja parla d'ell com una persona morta feia temps. Segons Epifani i Joan de Damasc era nadiu de Leontòpolis d'Egipte i va ser notable pels seus coneixements, apresos dels egipcis i dels grecs, en medicina, astronomia i màgia. Coneixia amb profunditat el Vell i el Nou Testament, dels que en va escriure comentaris. L'exemple de la seva vida ascètica i la seva capacitat de persuasió va fer que els seus punts de vista s'escampessin ràpidament entre els ascetes egipcis. Hauria viscut uns 90 anys i hauria deixat diversos escrits.
Negava la resurrecció del cos i l'existència d'un cel perceptible pels sentits. S'oposava al matrimoni pels cristians devots, ja que cap persona casada podia guanyar el cel. Va fundar la secta anomenada dels hieracites (Ἱερακῖται), a la que només podien accedir solters i cèlibes, i s'abstenien de menjar carn. Va afirmar que el Fill va ser en realitat engendrat pel Pare, i que l'Esperit Sant era el Pare, però afegia que Melquisedec era l'Esperit Sant. L'autor de Contra omnes Haereses (normalment atribuït a Atanasi) diu que rebutjaven l'Antic Testament. Joan Càrpat diu que negaven la natura humana de Crist i tenien com a principis originals a Déu, la matèria i el dimoni, però Epifani no fa referència a aquests temes entre els que considera els seus errors.
Les seves obres no es conserven. La classificació de maniqueu és impròpia, ja que les seves doctrines es distingien d'aquestos. Va escriure en grec i copte i entre les seves obres destaquen: Exposicions de les Escriptures, i potser com una part d'elles, Sobre l'Hexameron, sobre els sis dies de la creació, on va introduir, diu Epifani, moltes faules i al·legories. Va escriure també molts salms i cançons sacres,  ψαλμούς τε πολλοὺς νεωτερικούς. Les seves obres només es coneixen per les cites que en fa Epifani.